# A Place to Call Home (série télévisée)
A Place to Call Home est une série télévisée australienne en 67 épisodes de 42 minutes créée par Bevan Lee et diffusée entre le 28 avril 2013 et le 21 octobre 2018 sur trois chaînes : d'abord sur Seven Network, puis sur la chaîne SoHo pour la troisième saison, puis sur la chaîne Showcase dès la quatrième saison.
Cette série est inédite dans les pays francophones.

## Synopsis
Australie, 1953. Sarah Adams est de retour dans sa campagne de la Nouvelle-Galles du Sud après vingt années passées en Europe, afin de commencer une nouvelle vie.

## Distribution

### Acteurs principaux
- Marta Dusseldorp : Sarah Adams / Bridget Adams
- Noni Hazlehurst : Elizabeth Bligh
- Brett Climo : George Bligh
- Craig Hall (en) : Dr Jack Duncan
- David Berry : James Bligh
- Abby Earl (en) : Anna Bligh
- Arianwen Parkes-Lockwood (en) : Olivia Bligh
- Aldo Mignone : Angelo « Gino » Poletti
- Frankie J. Holden (en) : Roy Briggs
- Sara Wiseman : Carolyn Bligh
- Jenni Baird : Regina Standish / Regina Bligh
- Tim Draxl (en) : Dr Henry Fox
- Ben Winspear : Dr Rene Nordmann
- Matt Levett : Andrew Swanson
- Brenna Harding (en) : Rose O'Connell
- Dominic Allburn : Harry Polson
- Deborah Kennedy (en) : Doris Collins
- Robert Coleby (en) : Douglas Goddard

### Acteurs récurrents
- Heather Mitchell (en) : Prudence Swanson
- Judi Farr (en) : Peg Maloney
- Dina Panozzo (en) : Carla Poletti
- Krew Boylan (en) / Amy Mathews (en): Amy Polson
- Angelo D'Angelo : Amo Poletti
- Jacinta Acevski : Alma Grey
- Scott Grimley : Norman Parker
- Rick Donald : Lloyd Ellis-Parker
- Michael Sheasby : Bert Ford
- Mark Lee (en) : Richard Bennett
- Conrad Coleby : Matthew Goddard

## Épisodes

### Première saison (2013)
1. The Prodigal Daughter
2. The Welcome Mat
3. Truth Will Out
4. The Mona Lisa Smile
5. Day of Atonement
6. That's Amore
7. Boom!
8. Worlds Apart
9. Cane Toad
10. Lest We Forget
11. True to Your Heart
12. New Beginning
13. Secret Love

### Deuxième saison (2014)
1. No Secrets, Ever
2. I Believe
3. A Kiss to Build a Dream On
4. What Your Heart Says
5. The Ghosts of Christmas Past
6. Auld Lang Syne
7. No Other Love
8. Answer Me, My Love
9. I Do, I Do
10. Unforgettable

### Troisième saison (2015)
Le 15 octobre 2014, la série a été renouvelée pour une troisième saison de dix épisodes. La série est désormais diffusée sur la chaîne de télévision australienne SoHo,.
1. The Things We Do for Love
2. L'Chaim, to Life
3. Somewhere Beyond the Sea
4. Too Old to Dream
5. Living in the Shadow
6. In the Heat of the Night
7. Sins of the Father
8. Till Death Do Us Part
9. The Mourners' Kadish
10. The Love Undeniable

### Quatrième saison (2016)
1. A Nagging Doubt
2. Bad in a Good Way
3. When You're Smiling
4. Home to Roost
5. Happy Days Are Here Again
6. The Trouble with Harry
7. You're Just in Love
8. There'll Be Some Changes Made
9. Where Will the Baby's Dimple Be
10. And the Blind Shall See
11. Catch the Tiger
12. All Good Things

### Cinquième saison (2017)
1. Own Worst Enemy
2. Fallout
3. All That Glitters
4. The Edge of Reason
5. Do Not Go Gently
6. Demons of the Dark
7. The Anatomy of His Passing
8. Cloud Break
9. All That Lies Ahead
10. Death Comes as an End
11. Lie Deep
12. In Memoriam

### Sixième saison (2018)
1. For Better or Worse
2. Salt of the Earth
3. Darkness and Light
4. Against the Tide
5. Look Not in My Eyes
6. Staring Down the Barrel
7. New Adventures
8. Autumn Affairs
9. Life Longs for Itself
10. Reaching Home

### Sources
- (en) Cet article est partiellement ou en totalité issu de l’article de Wikipédia en anglais intitulé « A Place to Call Home (TV series) » (voir la liste des auteurs).